# Kanał Czerniakowski
Kanał Czerniakowski lub Kanał Główny „A” – rów wodny w Warszawie, w dzielnicach Mokotów i Śródmieście.

## Położenie i charakterystyka

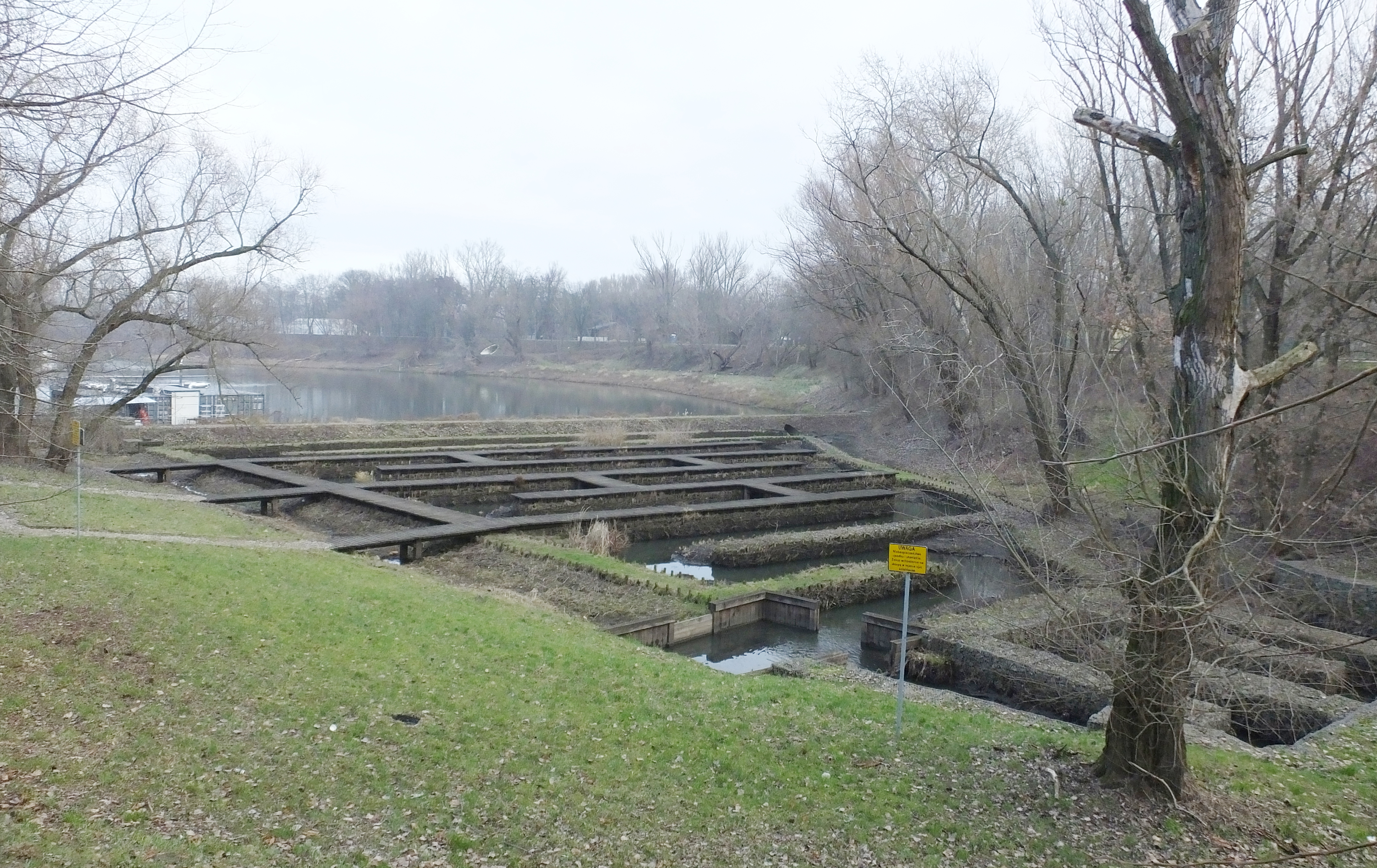
Południowa część Portu Czerniakowskiego. Kolektory biofiltracyjne zbierające wodę z podziemnych kanałów niosących wodę z Kanału Piaseczyńskiego i Czerniakowskiego

Rów rozpoczyna swój bieg jako kanał otwarty w okolicy Jeziorka Czerniakowskiego, przy osiedlu Bernardyńska na warszawskim Mokotowie i kieruje się na zachód. Następnie skręca na północny zachód, przechodzi pod aleją Józefa Becka i łączy się z wodami Kanału Sieleckiego. Dalej płynie w kierunku północnym pomiędzy osiedlem Czerniakowska Wschodnia a Rodzinnymi Ogródkami Działkowymi „Czerniaków”, gdzie uchodzi do niego Kanał Siekierkowski. W rejonie ulicy Melomanów rów otwarty przechodzi w kanał kryty. Uchodzi do akwenu Portu Czerniakowskiego.
Przepływa przez obszary Miejskiego Systemu Informacji Czerniaków (dzielnica Mokotów) i Ujazdów (dzielnica Śródmieście). W jego zlewni, której powierzchnia wynosi 15,4 km², znajdują się także obszary należące do Wilanowa, i m.in. cieki: Kanał Siekierkowski, Rów Piaseczyński, Kanał Piaseczyński, Kanał „W” i Kanał Sielecki, a także zbiorniki wodne: Jeziorko Czerniakowskie, Morskie Oko, Promenada, Bernardyńska Woda, Fosa Obserwatorów, Staw Belwederski, Stawy w Łazienkach, Staw Ujazdowski, Fosa Wolicka, Jezioro Sieleckie, Arkadia, Staw pod Królikarnią, Staw pod Warszawianką, Sielanka oraz Łacha Siekierkowska. Rów odwadnia Czerniaków, Sadybę, Augustówkę, Siekierki i fragmenty Sielc. Punkt pomiarowo-kontrolny dla monitoringu jakości wód całej tej jednolitej części wód znajduje się na Kanale Piaseczyńskim. Kanał jest zaliczany do urządzeń melioracji podstawowych Warszawy.
Z kolei Mapa Podziału Hydrograficznego Polski (MPHP) pod nazwą Kanał Główny „A” i identyfikatorem 25954 przedstawia dłuższy ciek od jeziora Sielanka do ujścia do Wisły, łącznie z kanałem Portu Czerniakowskiego. Ciek ma ok. 7 km długości, a jego zlewnia jest w MPHP określana jako Kanał Główny „A” (Kanał „W”, Kanał Siekierkowski, Kanał Portowy). W planie gospodarowania wodami na obszarze dorzecza Wisły z 2011 jest wyznaczona jednolita część wód PLRW2000025954 (Kanał Główny A (Kanał W, Kanał Siekierkowski, Kanał Portowy)). W takim ujęciu powierzchnia całkowita zlewni wynosi 26,2498 km².

## Historia
Kanał zaprojektowano wraz z dopływem, Kanałem Siekierkowskim, w 1934 roku w Oddziale Wodno-Melioracyjnym na podstawie elaboratu Komisji Rewizyjnej Wodnej „O stosunkach wodnych Warszawy na nieskanalizowanych terenach po lewej stronie Wisły” z 1933. Jego celem miało być odwodnienie i osuszenie terenów ówcześnie podwarszawskich wsi Czerniaków i Siekierki, które miały być przeznaczone pod zabudowę willową. Budowa, którą realizował Wydział Techniczny Zarządu Miejskiego, zakończyła się przed 1937 rokiem.
W przeszłości Kanał Czerniakowski połączony był z Jeziorkiem Czerniakowskim i odprowadzał z niego wody. W późniejszym czasie stało się to niemożliwe ze względu na obniżenie wysokości lustra wody w zbiorniku. Było to spowodowane m.in. faktem, iż wody deszczowe zaczęto odprowadzać bezpośrednio do kanału z pominięciem jeziora. Kanał bywa przepełniony, w związku z tym w jego pobliżu, na terenie osiedla „Mokotów Park”, wybudowano zbiornik retencyjny.

## Nazwa
Istnieją rozbieżności, co do nazewnictwa kanału i jego odcinków. Niektóre źródła nazw: Kanał Czerniakowski i Kanał Główny „A” używają zamiennie. Państwowy rejestr nazw geograficznych Kanałem Czerniakowskim nazywa jedynie otwarty odcinek rowu. Inne źródła z kolei podają odwrotnie, że niezarurowana część cieku to Kanał Główny „A” (lub Rów A), a kryta to Kanał Czerniakowski. MPHP z kolei podaje, że Kanał Główny „A” obejmuje ciek od jeziora Sielanka, poprzez Jeziorko Czerniakowskie aż do ujścia Kanału Portowego do Wisły.

## Parametry
Łączna długość rowu wynosi 3368 m, w tym 1540 m w kanale krytym. Szerokość dna kanału otwartego to 0,8 m, a średnia głębokość wynosi 2,0 m. Nachylenie skarp to 1:1,5, a spadek 0,5‰, przepustowość 4,0 m³/s, a przepływ Q1 – 0,004 m³/s. Grubość warstwy wody przy swobodnym przepływie to 30–40 cm.
Kanał kryty ma przekrój zamknięty gruszkowy o wymiarach 1,38 × 0,8 m. Wydajność przepompowni w rurociągu, która jest uruchamiana przy wysokich stanach wody, wynosi 1,6 m³/s, a przepływ Q1 – 0,01 m³/s.

## Przyroda
Część biegu kanału znajduje się w otulinie rezerwatu przyrody Jeziorko Czerniakowskie oraz w granicach Warszawskiego Obszaru Chronionego Krajobrazu. Nad brzegami kanału stwierdzono występowanie bobrów.